# 思茅香草
思茅香草（学名：Lysimachia englerii）为报春花科珍珠菜属的植物，是中国的特有植物。分布在中国大陆的四川、云南等地，生长于海拔2,200米至2,400米的地区，见于山坡灌丛中，目前尚未由人工引种栽培。

## 别名
思茅过路黄（拉汉种子植物名称）

## 异名
- Lysimachia engleri R. Knuth var. glabra (Bonati) Ohen et C. M. Hu